# 依吉密河
依吉密河，位于中华人民共和国黑龙江省中部，是呼兰河右岸支流，发源于铁力市铁力林业局丰林林场南沟776米之处，向北流至丰林林场转西北流，至鹿鸣林场以南的太平屯转西南流，成为铁力市与庆安县之间的界河，经铁力市马永顺林场、建设营林所、北关农场、工农乡北星村、树林村、新民村、铁力农场以及庆安县平安工区、清河、曙光林场等地，于庆安县发展乡良种场村东南汇入呼兰河。河流全长71千米，流域面积1777平方千米，河道平均比降1.34‰，年均径流量5.76亿立方米。依吉密河上游为高山丘陵区，经济以林业为主；下游为低山丘陵和河谷平原，有大量农田和湿地。